# Candy Cane Children
Candy Cane Children è un singolo della rock band The White Stripes. Pubblicato a fine novembre 2002. Ed è un singolo per la festività natalizia.

## Tracce
1. "Candy Cane Children"
2. "The Reading of the Story of the Magi"
3. "The Singing of Silent Night"